# 八田信之
八田 信之（はった のぶゆき、1944年11月6日 - ）は、日本の重量挙げ選手、政治家。メキシコオリンピック重量挙げライト級4位。1970年北海道新聞スポーツ賞受賞。1990年から北海道ウエイトリフティング協会会長代行、1992年から同会長。

## 政歴
札幌市の西区選出市会議員を4期務めたほか、1995年第17回参議院議員通常選挙で青年自由党の比例区名簿1位、2000年の第42回衆議院議員総選挙では北海道1区の自由党候補（重複立候補）として出馬したものの落選した。2011年の統一地方選挙の北海道議会議員選挙にて札幌市西区選挙区より無所属で出馬し、初当選を果たした。北海道議会では会派「フロンティア」に所属した。2015年道議選に出馬せず政界引退。

## プロフィール
- 出身地：北海道札幌市西区
- 出身校：札幌市立琴似中学校－札幌光星高等学校－中央大学商学部
- 所属：自営

## 主な競技成績
- 全日本ウエイトリフティング選手権大会優勝2回（第27回、第28回）[4]